# Юсупов, Феликс Феликсович
Князь Фе́ликс Фе́ликсович Юсу́пов, граф Сумаро́ков-Эльстон (12 (24) марта 1887, Санкт-Петербург, Российская империя — 27 сентября 1967, Париж, Франция) — русский аристократ и мемуарист, последний из князей Юсуповых.
Известен тем, что участвовал в убийстве Григория Распутина. Супруг княжны Ирины Александровны, племянницы царя Николая II.

## Биография

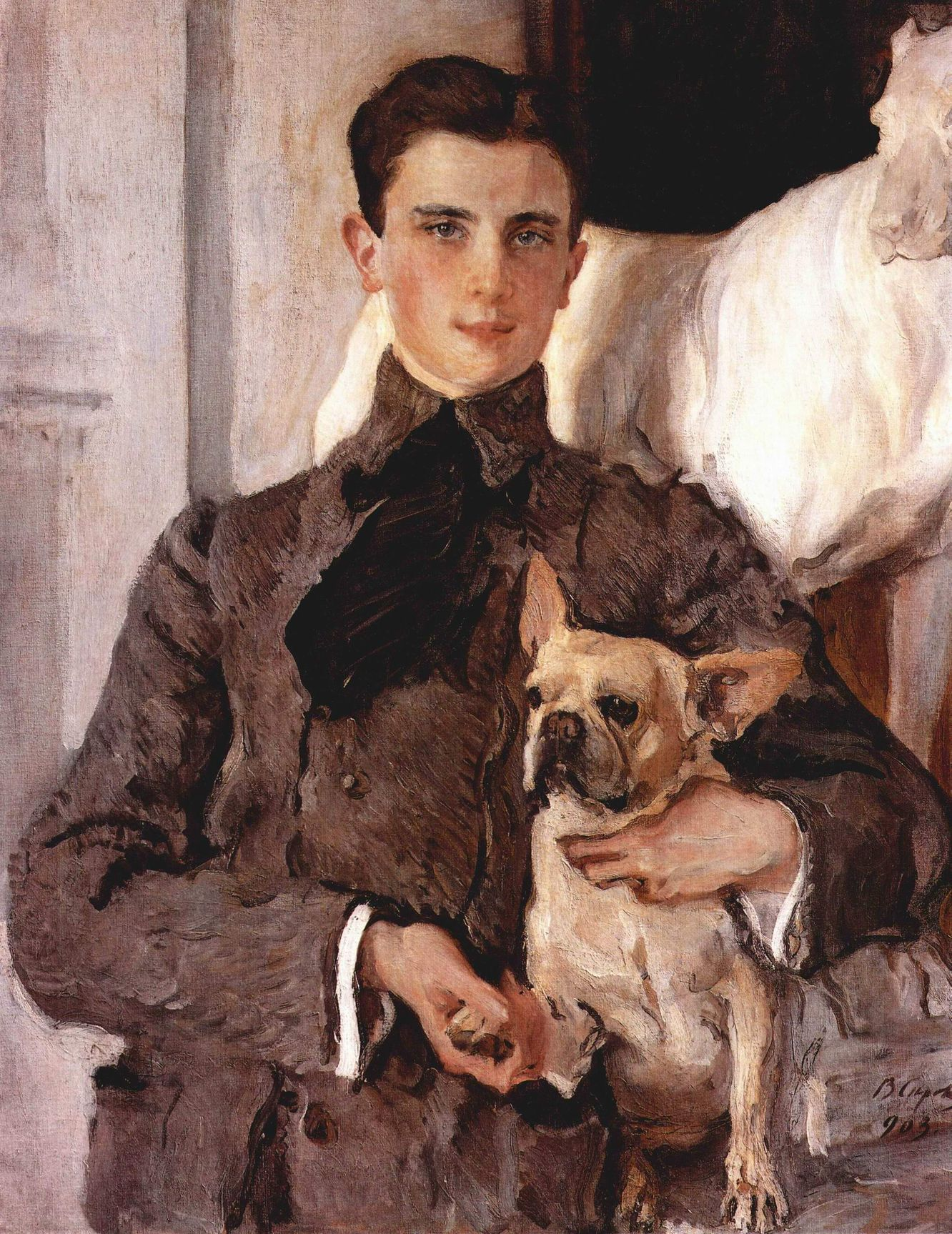
Валентин Серов. Портрет графа Ф. Ф. Сумарокова-Эльстона, впоследствии князя Юсупова, 1903

### Происхождение
Родился 12 (24) марта 1887 года в Петербурге в семье графа Феликса Феликсовича Сумарокова-Эльстона и княжны Зинаиды Николаевны Юсуповой. Был младшим сыном в семье, его старший брат — Николай Феликсович Юсупов.
В 1885 году его отец получил право именовать себя князем Юсуповым. Крещён 11 апреля 1887 года в церкви Святых Двенадцати апостолов при Главном управлении почт и телеграфов. Его крёстными родителями стали его дед Н. Б. Юсупов, а также прабабушка З. И. Юсупова и бабушка Е. С. Сумарокова-Эльстон.

### Детство и юность
Окончил частную гимназию Гуревича. Стал единственным наследником фамильного состояния Юсуповых после гибели в 1908 году своего старшего брата Николая на дуэли с графом Арвидом Мантейфелем (чья жена имела роман с Николаем).
В 1909—1912 годах учился в Оксфордском университете (Университетский колледж), где основал Русское общество Оксфордского университета. В 1910-е годы возглавлял Первый русский автомобильный клуб, размещавшийся в доме Первого Российского страхового общества.
В своих мемуарах Ф. Ф. Юсупов интересно и увлекательно рассказывает о том, что в свои юные годы он со своим старшим братом Николаем, как яркие почитатели театрального искусства, увлекались актерским мастерством в рамках игровой природы. Ф. Ф. Юсупов имел незаурядные актерские способности перевоплощения в разнообразные театральные образы, от классического исполнения женской роли мужчинами до кардинала Ришельё и роли нищего «Вяземской лавры». Наряду с этим впоследствии данные события и эпатажное поведение подросткового возраста стали поводом для возникновения у ряда авторов соображений насчет гомосексуальности князя.

### Брак
«Высокий, худой, стройный, с иконописным лицом византийского письма» (характеристика А. Вертинского), князь Феликс Юсупов-младший с согласия императора 22 февраля 1914 года сочетался браком с княжной императорской крови Ириной Александровной, дочерью великого князя Александра Михайловича и великой княгини Ксении Александровны, сестры Николая II.

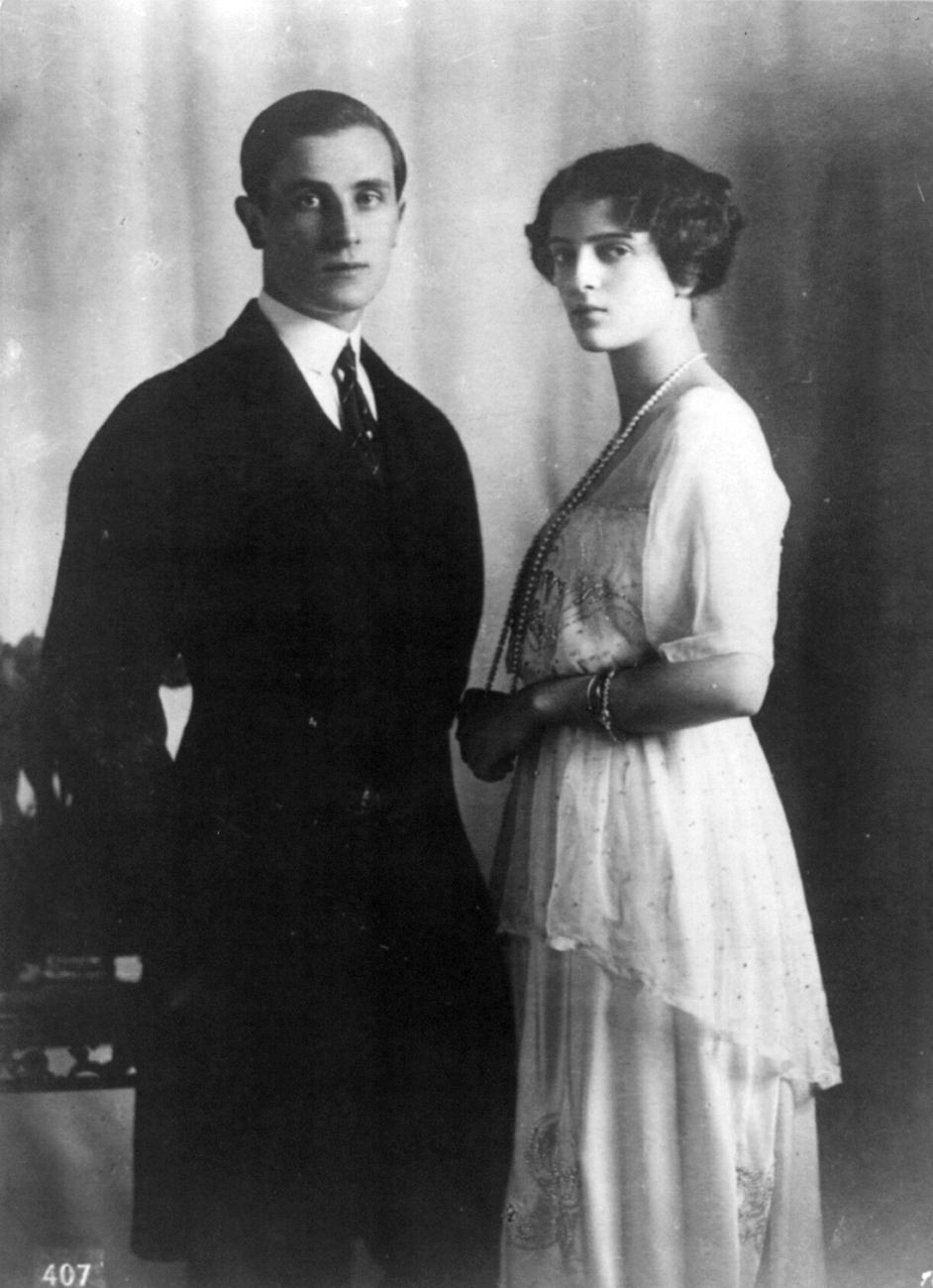
Феликс Юсупов со своей невестой Ириной Александровной, 1913

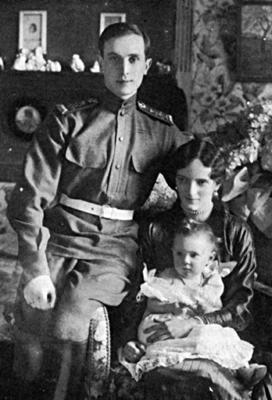
Ирина и Феликс с дочерью «Bebe», 1916

Из «Мемуаров» Феликса Юсупова:
Великий князь Александр Михайлович приехал однажды к матушке обсудить предполагаемый брак между дочерью своей Ириной и мной. Я был счастлив, ибо это отвечало тайным моим чаяньям. Я забыть не мог юную незнакомку, встреченную на прогулке на крымской дороге. С того дня я знал, что это судьба моя. Совсем ещё девочка превратилась в ослепительно красивую барышню. От застенчивости она была сдержанна, но сдержанность добавляла ей шарму, окружая загадкой. В сравненье с новым переживанием все прежние мои увлеченья оказались убоги. Понял я гармонию истинного чувства.

### В период Первой мировой войны
Первая мировая война застала молодожёнов в свадебном путешествии. По приезде из Лондона к родным в Киссинген, где они проходили лечение, Феликс и Ирина были задержаны в Германии в качестве военнопленных до окончания войны по приказу кайзера Вильгельма II. Ирина безуспешно ходатайствовала о разрешении вернуться в Россию у своей кузины — невестки кайзера. В силу сложившихся чрезвычайных обстоятельств князем Феликсом Юсуповым-старшим был привлечён в качестве дипломатического посредника испанский посол. В ходе дипломатических переговоров с министром иностранных дел Готтлибом фон Яговом было достигнуто соглашение предоставить в распоряжение русского посла специальный поезд для членов посольства и прочих русских граждан, желающих выехать из Германии. Когда императору Вильгельму доложили о бегстве Юсуповых, он поспешно приказал арестовать их на границе, но приказ опоздал. Юсуповым удалось пересечь границу нейтральной Дании. В Копенгагене Юсуповых посетила императрица Мария Фёдоровна, король и королева Дании со всеми родственниками, оказавшиеся там проездом. Все были потрясены случившимся. Императрица просила и добилась нескольких поездов для многочисленных русских, бежавших из Германии и не имевших возможности вернуться на родину своим ходом. Вскоре вместе с императрицей Марией Фёдоровной, проехав через Финляндию, они оказались дома в Петербурге.
Во время Первой мировой войны князь Феликс Юсупов-младший был освобождён от призыва в армию, поскольку являлся единственным сыном в семье. Однако он занялся устройством госпиталей. Первый госпиталь для тяжелораненых был размещен в доме на Литейном. Работая там, он решил поступить на годичные офицерские курсы в Пажеский корпус и выполнить военный ценз на звание офицера в 1915—1916 годах.
В 1915 году у Феликса и Ирины родилась дочь Ирина (в замужестве графиня Шереметева). Крестили младенца в домашней часовне в присутствии царской семьи и нескольких близких друзей. Крёстными были государь и императрица Мария Федоровна.

### Убийство Распутина
Вместе с депутатом государственной думы В. М. Пуришкевичем, поручиком Сергеем Сухотиным и своим шурином великим князем Дмитрием Павловичем князь Феликс Юсупов-младший был участником организации убийства Григория Распутина. Свой поступок Ф. Ф. Юсупов мотивировал так: «Не сговариваясь ещё, каждый в одиночку, пришли мы к единому заключению: Распутина необходимо убрать, пусть даже ценой убийства.»; «После всех моих встреч с Распутиным, всего виденного и слышанного мною, я окончательно убедился, что в нём скрыто все зло и главная причина всех несчастий России: не будет Распутина, не будет и той сатанинской силы, в руки которой попали Государь и Императрица.»
После убийства родители Юсупова получили телеграмму от великой княгини Елизаветы Фёдоровны: «Молитвами и мыслями с вами. Да благословит Господь вашего сына патриотический подвиг».

### В эмиграции

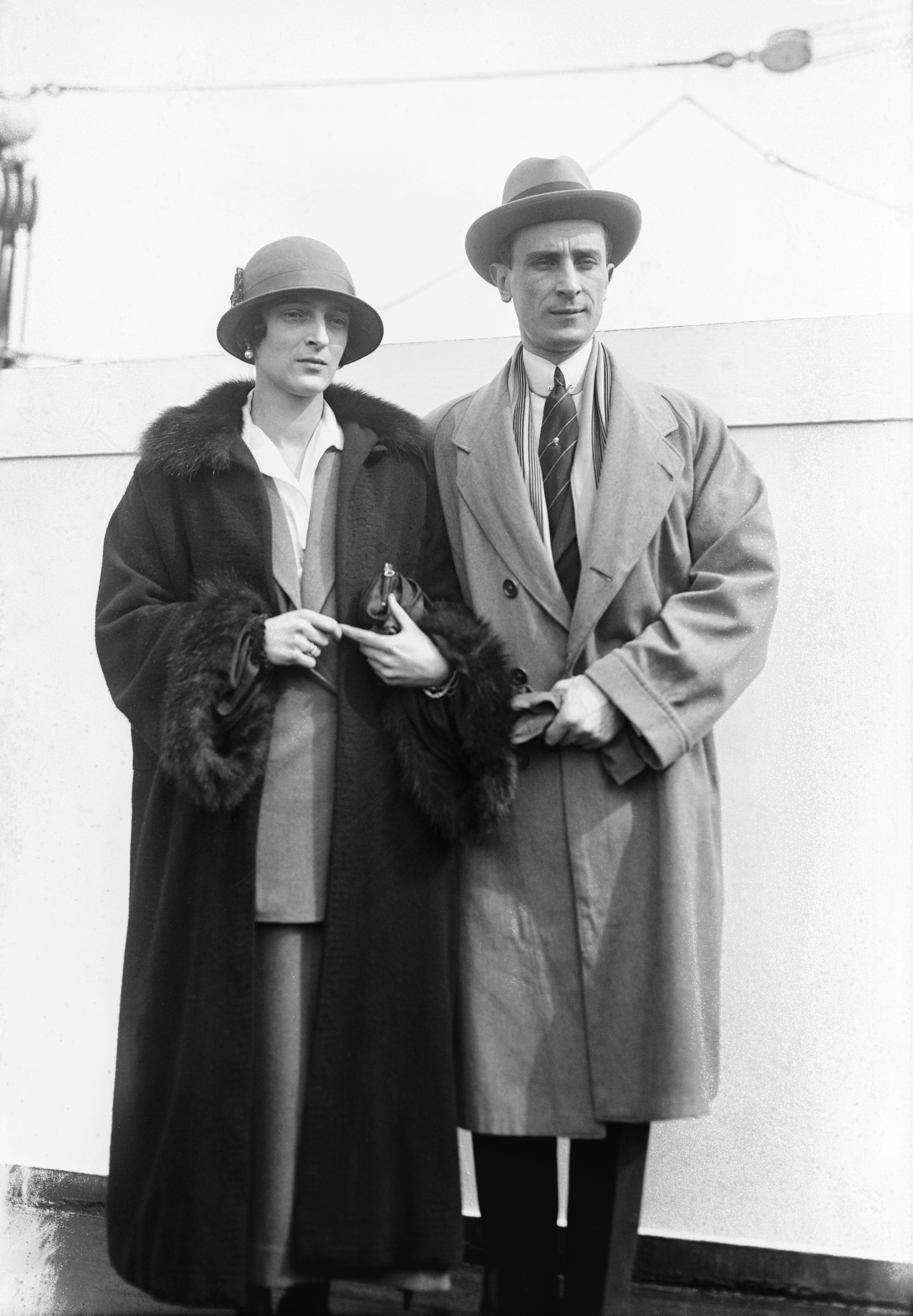
Феликс Юсупов и его жена Ирина, 1930

После Октябрьской революции Юсуповы уехали в Крым, откуда на борту линкора «Мальборо» в ходе Крымской эвакуации 1919 года они выехали на Мальту и позднее перебрались в Лондон. На средства, вырученные от продажи фамильных драгоценностей и двух полотен Рембрандта (это было все, что семья успела вывезти из России в 1917 году), Юсуповы купили дом в Булонском лесу. Юсуповы продолжали заниматься благотворительностью, помогая русским эмигрантам. Неудачное ведение бизнеса привело к финансовым проблемам и в 1939 году дом был продан. Юсуповы переехали в небольшую квартиру в 16 округе Парижа, на улице Pierre Guerin, где князь Феликс жил до самой смерти.

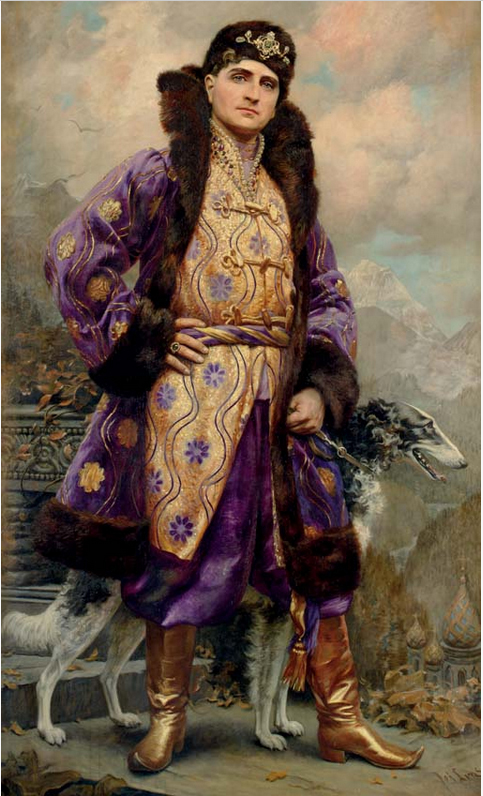
Портрет Феликса Юсупова, 1920-е, частная коллекция. Автор — Йоханнес Линсе

В 1920-е годы супруги Юсуповы открывают дом моды Irfé, однако начинание не принесло в их дом финансовой стабильности. Семейный бюджет удалось пополнить за счёт выигранного в Англии (25 000 фунтов) иска против голливудской студии MGM: в 1932 г. на экраны вышел фильм «Распутин и императрица», где утверждалось, что жена князя Юсупова была любовницей Распутина; Юсупову удалось доказать в суде, что подобные инсинуации — клевета. Именно после этого инцидента в Голливуде стало принято в начале фильмов печатать уведомление о том, что все события, показанные на экране, — это вымысел, а всякое сходство с реальными лицами не является предумышленным.
Во время Второй мировой войны князь отказался поддержать нацистов и отверг предложение вернуться в Россию.

### Смерть

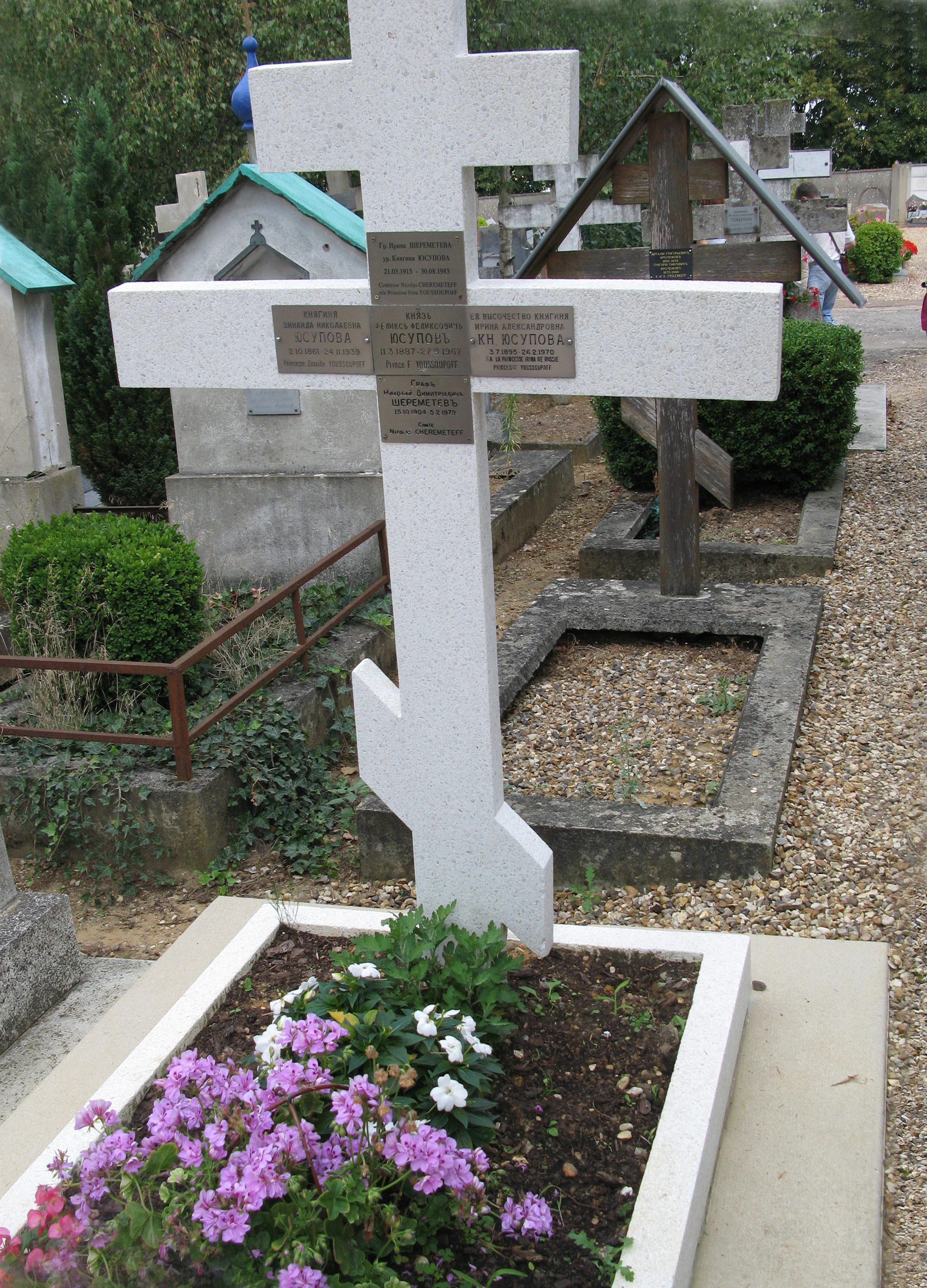
Русское кладбище Сент-Женевьев-де-Буа, близ Парижа. В одной могиле похоронены Ф. Ф. Юсупов, З. Н. Юсупова (его мать), И. А. Юсупова (жена), И. Ф. Шереметева (урожд. Юсупова; дочь), Н. Д. Шереметев (зять)

В 1967 году в возрасте восьмидесяти лет последний из рода Юсуповых скончался в Париже. Похоронен на русском кладбище в Сент-Женевьев-де-Буа. Супруга Ирина Юсупова скончалась в 1970 году и была похоронена рядом.

## Потомки

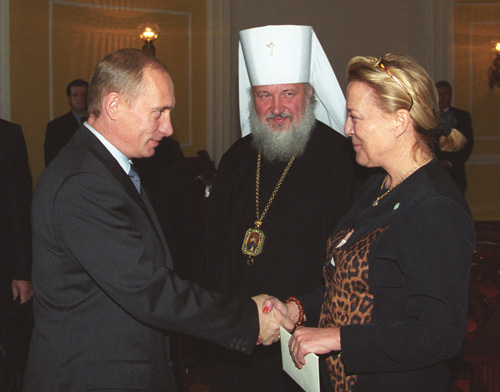
В. В. Путин, митрополит Кирилл и Ксения Николаевна Сфирис (Юсупова-Шереметева)

Потомками рода Юсуповых являются Ксения Николаевна Сфирис, дочь княжны Ирины Феликсовны Юсуповой (1915—1983) и графа Николая Дмитриевича Шереметева (1904—1979), и её дочь Татьяна (род. 1968); замужем с 1996 года за Алексисом Яннакопулосом (род. 1963), а также две их дочери — Марилия (род. 2004) и Жасмин-Ксения (род. 2006).

## Киновоплощения
- Конвей Тёрл[англ.] («Падение Романовых», США, 1917)
- Ирвинг Каммингс («Распутин, чёрный монах» / Rasputin, the Black Monk. США, 1917)
- Джек Тревор («Любовные похождения Распутина» / Rasputins Liebesabenteuer. Германия, 1928)
- Карл Людвиг Диль («Распутин, демон с женщиной» / Rasputin, Demon with Women. Германия, 1932)
- Бэрримор, Джон Дрю («Ночи Распутина» / Les nuits de Raspoutine / The Night They Killed Rasputin (1960)
- Питер МакИнери («Я убил Распутина» / J’ai tué Raspoutine, 1967)
- Мартин Поттер («Николай и Александра» / Nicholas and Alexandra, 1971)
- Александр Романцов («Агония», 1974)
- Джеймс Фрейн («Распутин», 1996)
- Филипп Янковский («Распутин», 2011)
- Владимир Кошевой («Григорий Р.», 2014; «Заговор», 2007)
- Евгений Миллер («Алхимик», 2015)
- Аарон Водовоз («King’s Man: Начало», 2021)
- Евгений Шварц («Карамора», 2022)